# Trolls
Trolls ist eine US-amerikanische, animierte Musik-Komödie der Regisseure Mike Mitchell und Walt Dohrn, die von DreamWorks Animation produziert wurde und am 20. Oktober 2016 in die deutschen Kinos kam.

## Handlung
Vor vielen Jahren lebten die Trolls, ein Volk, das die ganze Zeit kuschelt, singt und tanzt und unendlich glücklich ist, noch im Trollsbaum bei den Bergen. Die Bergen sind große und fratzenhafte Kreaturen, können weder kuscheln, singen noch tanzen und sind immer unglücklich. Sie können nur glücklich werden, wenn sie einen Troll essen. Einmal im Jahr ist der von den Bergens gehaltene Trollstag. Da kommen alle Bergen zum Trollsbaum und essen einen Troll. Als der kleine Prinz Gristle jedoch den glücklichsten Troll essen soll, Prinzessin Poppy, die damals noch ein Babytroll ist, fliehen die Trolls mitsamt König Peppy, Poppys Vater, durch einen Fluchttunnel.
Zwanzig Jahre später haben sich die Trolls ein neues Leben aufgebaut. Alle sind fröhlich, bis auf den grauen Troll Branch. Als sie eine laute und bunte Party schmeißen wollen, warnt er sie, dass das die Aufmerksamkeit der Bergen erregen könnte, doch sie hören nicht auf ihn und er versteckt sich in seinem Bunker. Die Trolls werden vom Bergen-Chef überfallen und sie nimmt Poppys Freunde Creek, DJ Suki, Biggie, Satin und Seide, Guy Diamond und Smidge mit. Poppy bringt darauf die restlichen Trolls in Branchs Bunker unter und zwingt ihn damit, mit ihr nach Bergenstadt zu gehen und ihre Freunde zu retten.
Auf dem Weg dorthin begegnen sie Guy Cloud, einer komischen Wolke, die Branch in den Wahnsinn treibt. Er führt sie durch den alten Fluchttunnel in den abgestorbenen Trollsbaum, da Branch ihm hinterhergerannt ist, als Guy Cloud vor ihm weglief. Dort angekommen sehen sie die unglücklichen Bergen. Sobald Poppy und Branch im Schloss sind, müssen sie zusehen, wie der mittlerweile als König regierende Gristle den Troll Creek, vor den Augen der anderen, verspeist. Chef, die wieder aufgenommen wurde, befiehlt der Küchenhilfe Bridget, auf die Trolls in ihrem Zimmer aufzupassen. Poppy und Branch folgen ihr und befreien die anderen, werden jedoch bemerkt. Sie finden heraus, dass Bridget schon lange in König Gristle verliebt ist. Die Trolls versprechen, ihr ein Date mit ihm zu organisieren und dafür bringt Bridget sie nahe genug an König Gristle heran, damit sie Creek retten können.
Währenddessen erzählt Branch Poppy, dass er nicht singt, weil er damit seine Oma umgebracht hat, die von einem Bergen gefressen wurde, als sie Branch vor dem Bergen retten wollte. Dann wurde er grau vor Trauer und sang nie wieder einen Ton, obwohl er eine wunderschöne Stimme hat.
Auf dem Date fälschen sie Bridgets Haare und machen sie zu „Lady Glitzer-Funkel“. König Gristle verliebt sich sofort in sie. Die Trolls finden heraus, dass er Creek nicht gefressen, sondern nur in seinem Medaillon, das er immer bei sich trägt, aufgehoben hat. Dann, kurz bevor die beiden sich küssen können, kommt Chef und unterbricht sie. Als König Gristle „Lady Glitzer-Funkel“ als seine Partnerin am Trollstag anmeldet, befiehlt Chef dem Küchenmädchen Bridget, am Trollstag noch mehr zu arbeiten, so, dass sie auf gar keinen Fall die Zeit hat, als Lady Glitzer-Funkel zu kommen. Bridget wirft sich heulend auf ihr Bett und die Trolls gehen und stehlen König Gristles Medaillon. Als sie es öffnen, ist es leer und sie werden von Chef geschnappt. Sie erkennen, dass Creek sie an die Bergen verraten hat und ihnen den Weg zu den anderen Trolls zeigen will.
Als der ganze Trolls-Stamm, nachdem er gefangen worden ist, im Topf sitzt und von Bridget zum Dinner gebracht wird, werden alle, auch Poppy, grau vor Trauer. Deshalb singt Branch True Colors um Poppy aufzuheitern und alle werden farbig, auch er. Bridget befreit sie und geht mit dem leeren Topf zum Dinner. Dort angekommen bekommt sie furchtbaren Schimpf, doch auf einmal fliegen die Trolls durch das Fenster und setzen sich auf ihren Kopf. Sie bilden wieder die Perücke und König Gristle erkennt seine Lady Glitzer-Funkel in Bridget wieder. Poppy erklärt den Bergen, dass das Gefühl Glück nicht essbar ist, sondern schon in ihnen steckt und dass man manchmal nur Hilfe braucht, um es zu finden. Dabei sieht sie Branch an. Gemeinsam singen sie das Lied Can’t Stop the Feeling! und Poppy tanzt mit Branch. Sie ziehen alle in den Trollsbaum, der auf einmal wieder blüht, und die ganze Stadt wird bunt. Poppy wird von König Peppy zur Königin gekrönt und sie und Branch kommen zusammen.
Chef wird mit Creek in der Tasche aus der Stadt geworfen. Sie will Creek fressen, doch dann werden beide von einem Monsterhügel gefressen.

## Hintergrund
Die Zaubertrolle, die im Film animiert werden, waren in den frühen 1960er Jahren insbesondere in den USA äußerst beliebte Spielzeuge. Die Trollpuppen waren eine Erfindung des dänischen Fischers und Holzschnitzers Thomas Dam. Die Puppen mit den langen, bunten Haaren wurden später besonders erfolgreich von der Firma Hasbro vertrieben. In den 1990er Jahren folgten im Merchandising noch Videospiele und eine auf den Figuren basierende Videoshow. Im Jahr 2013 sicherte sich DreamWorks Animation bei Dams Nachkommen die Filmrechte für die Zaubertrolle.

## Produktion

### Produktionsgeschichte und Stab
Am 28. Mai 2013 wurde bekannt, dass Mike Mitchell beim Film die Regie übernehmen wird und Erica Rivinoja die Arbeiten am Drehbuch. Mitchell hatte zuvor bereits an Animationsfilmen wie Für immer Shrek und Alvin und die Chipmunks 3: Chipbruch gearbeitet. Gleichzeitig wurde bekannt, dass es sich bei dem Animationsfilm um eine Musik-Komödie handeln soll, die erklärt, wie die Trolle zu ihren bunten Haaren kamen.

### Synchronisation
Im Juni 2014 wurde bekannt, dass Anna Kendrick im Film die Sprechrolle von Prinzessin Poppy übernehmen und auch Gesangsstücke einbringen wird. Später wurde bekannt, dass Justin Timberlake im Film als Branch zu hören sein wird, somit eine weitere der Hauptsprechrollen übernahm und auch am Soundtrack und an einzelnen Liedern mitwirken wird.
In der deutschen Fassung übernimmt Lena Meyer-Landrut die Sprechrolle der weiblichen Hauptfigur Prinzessin Poppy und Mark Forster die Sprechrolle des Branch.
Die Synchronisation fand bei der FFS Film- & Fernseh-Synchron GmbH in Berlin statt, Dialogbuch und -regie wurden von Marius Clarén übernommen.
Die musikalischen Aufnahmen und Bearbeitungen fanden in den Jamzone Studios in München unter der Leitung von Thomas Amper statt.
| Rolle                | Originalsprecher         | Deutscher Sprecher       |
| -------------------- | ------------------------ | ------------------------ |
| Prinzessin Poppy     | Anna Kendrick            | Lena Meyer-Landrut       |
| Branch               | Justin Timberlake        | Mark Forster             |
| Bridget              | Zooey Deschanel          | Friederike Walke         |
| Prinz/König Gristle  | Christopher Mintz-Plasse | Nic Romm                 |
| Chef                 | Christine Baranski       | Kerstin Sanders-Dornseif |
| Creek                | Russell Brand            | Timmo Niesner            |
| DJ Suki              | Gwen Stefani             | Bianca Krahl             |
| König Gristle Sr.    | John Cleese              | Uli Krohm                |
| Biggie               | James Corden             | Robert Louis Griesbach   |
| König Peppy          | Jeffrey Tambor           | Helmut Gauß              |
| Cooper               | Ron Funches              | Jan-David Rönfeldt       |
| Satin                | Icona Pop                | Rubina Nath              |
| Seide (Chenille)     | Icona Pop                | Maximiliane Häcke        |
| Guy Diamond          | Kunal Nayyar             | Leonhard Mahlich         |
| Smidge               | Walt Dohrn               | Bastian Sierich          |
| Bibbly               | Rhys Darby               | Rainer Gerlach           |
| Aspen Heitz          | Ricky Dillon             | Daniel Johannes          |
| Moxie Dewdrop        | Meg DeAngelis            | Nova Meierhenrich        |
| Großmutter Rosiepuff | GloZell Green            | Marianne Groß            |
| Cookie Sugarloaf     | Grace Helbig             | Nathalie Céline          |
| Mandy Sparkledust    | Kandee Johnson           | Nova Meierhenrich        |

### Filmmusik
Der Soundtrack zum Film stammt von Christophe Beck und wurde am 23. September 2016 veröffentlicht. Justin Timberlake fungierte als Produzent des Soundtracks, sang zudem einige der Songs ein und war hierbei auch als Texter von dreien der Lieder verantwortlich. Am 6. Mai 2016 wurde vorab das von Timberlake gesungene Lied Can’t Stop the Feeling! veröffentlicht. Das Lied ist Teil des Soundtracks zum Film, erreichte auf Anhieb die Spitze der iTunes-Charts und konnte sich dort mehrere Wochen halten.
Kristopher Tapley von Variety sprach von einem Ohrwurm, der zum Sommerhit avancieren könnten und brachte Timberlake und das Lied gleichzeitig als mögliche Oscar-Kandidaten ins Gespräch. Auch Scott Feinberg von The Hollywood Reporter erachtet das Lied als Oscar-würdig. Im Dezember 2016 wurde der Soundtrack als Anwärter bei der Oscarverleihung 2017 in der Kategorie Beste Filmmusik in die Kandidatenliste (Longlist) aufgenommen, aus denen die Mitglieder der Akademie die offiziellen Nominierungen bestimmen werden.
Die auf dem Soundtrack enthaltenen Lieder Can’t Stop the Feeling! und Get Back Up Again wurden in die Longlist für den Besten Filmsong aufgenommen. Im Rahmen der Verleihungszeremonie soll Timberlake den Song Can’t Stop the Feeling!, der später eine offizielle Nominierung erhielt, live singen. Am 30. September 2016 stieg der Soundtrack auf Platz 13 in die Soundtrack-Album-Charts im Vereinigten Königreich ein.
Der Soundtrack enthält zudem Cover-Versionen von Liedern aus den letzten Jahrzehnten, die von Anna Kendrick, James Corden, Icona Pop, Zooey Deschanel und Christopher Mintz-Plasse gesungen werden, so zum Beispiel eine Version des Liedes True Colors aus dem Jahr 1986, das Kendrick gemeinsam mit Timberlake interpretiert. Auch eine Coverversion des Liedes The Sound of Silence von Simon & Garfunkel ist enthalten. Der Soundtrack umfasst 13 Lieder.

### Marketing, Vertrieb und Veröffentlichung
Im Januar 2016 erschien ein erster Trailer zum Film.
Am 14. Mai 2016 hatte Justin Timberlake das Lied Can’t Stop the Feeling! aus dem Soundtrack wenige Wochen nach der Vorabveröffentlichung bei einem Auftritt im Rahmen des Eurovision Song Contest 2016 mit Hinweis auf den Film erstmals live aufgeführt. Timberlake war zu dieser Zeit für die Vorstellung des Films in Europa unterwegs, unter anderem in Cannes und Berlin.
Im Rahmen der Internationalen Filmfestspiele von Cannes 2016 warben Anna Kendrick und Justin Timberlake für den Film und sangen im Duett eine Akustikversion des Liedes True Colors, das auch im Soundtrack des Films enthalten ist.
Am 8. Oktober 2016 feierte der Film im Rahmen des London Film Festivals seine Premiere.
Der Film kam am 20. Oktober 2016 in die deutschen Kinos und startete am 4. November 2016 in den US-amerikanischen Kinos. In China gehört der Film zu einer der 38 ausländischen Produktionen, die dort im Jahr 2016 gemäß einer Quote gezeigt werden durften. Den Vertrieb des Films übernahm 20th Century Fox.

## Rezeption

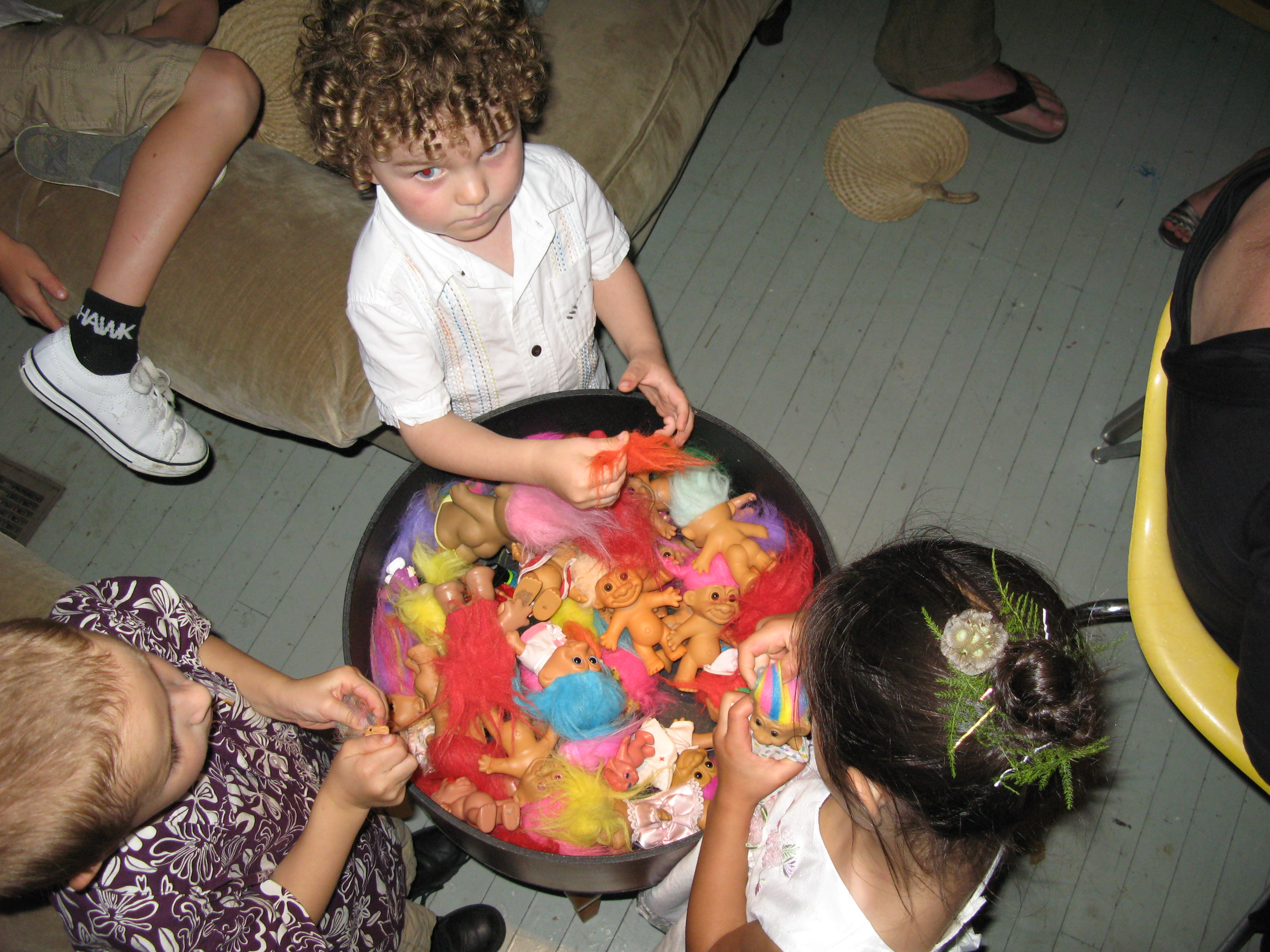
Eigentlich ein Spielzeug für Kinder: Zaubertrolle

### Altersfreigabe
In Deutschland wurde der Film von der FSK ohne Altersbeschränkung freigegeben. In der Freigabebegründung heißt es: Der helle, bunte Film ist von einer fröhlichen Grundstimmung geprägt und die Geschichte ist auch für Kinder im Vorschulalter gut nachvollziehbar. Sehr vereinzelt gibt es leicht gruselige Momente (z. B. bei der Entführung, oder durch die Tatsache, dass die Trolle gefressen werden sollen). Diese Szenen sind jedoch kurz gehalten und werden durch zahlreiche heitere und musikalische Abschnitte ausreichend ausgeglichen.
In Österreich erhielt Trolls ebenfalls eine uneingeschränkte Freigabe. In der Begründung zur Alterskennzeichnung hieß es: Neben dem einfach gestrickten und daher leicht nachvollziehbaren Plot war letztlich auch der recht unspektakuläre Einsatz der 3D-Technik ausschlaggebend für eine uneingeschränkte Freigabe.

### Kritiken
Der Film konnte bislang 76 Prozent der Kritiker bei Rotten Tomatoes überzeugen (von 165 Kritikern insgesamt).
Owen Gleiberman von Variety sagt über den Film: „Kinder sollten ihn lieben, aber lassen Sie sich dadurch nicht abschrecken – jedes 3D-psychedelische Zoll des Films ist ein Märchen für Erwachsene.“
Fritz Göttler von der Süddeutschen Zeitung erkennt im Hinblick auf die Bedrohung der Trolls durch die Bergen Bezüge zu anderen kulturellen Überformungen: „Märchen haben etwas Kannibalistisches, einen Touch von Anthropophagie, das macht ihre Nähe zum Horror aus. Auch die Fröhlichkeit der Trolls hat etwas Totalitäres, ist allesumarmend und -verschlingend.“

### Einspielergebnis
In Russland erreichte der Film nach seinem Start Platz 1 der Kinocharts. Die weltweiten Einnahmen des Films liegen derzeit bei 306,8 Millionen US-Dollar. In Deutschland konnte der Film fast 1,2 Millionen Besucher verzeichnen.

### Auszeichnungen
Annie Awards 2016
- Nominierung in der Kategorie Character Design in an Animated Feature Production
- Nominierung in der Kategorie Production Design in an Animated Feature Production
- Nominierung in der Kategorie Storyboarding in an Animated Feature Production
- Nominierung in der Kategorie Voice Acting in an Animated Feature Production[42]

Critics’ Choice Movie Awards 2016 (Dezember)
- Nominierung als Bester animierter Spielfilm
- Nominierung als Bester Song (für das Lied Can’t Stop the Feeling!)[43]

Golden Globe Awards 2017
- Nominierung als Bester Filmsong (für das Lied Can’t Stop the Feeling! – Justin Timberlake, Max Martin und Shellback)[44]

Grammy Awards 2017
- Nominierung in der Kategorie Bester Song geschrieben für visuelle Medien (Can’t Stop the Feeling!)

Hollywood Film Award 2016
- Auszeichnung mit dem Hollywood Song Award (Justin Timberlake für Can’t Stop the Feeling!)[45]

Hollywood Music In Media Awards 2016
- Auszeichnung als Bester Song – Animationsfilm (Can’t Stop The Feeling!, gesungen von Justin Timberlake und Anna Kendrick)
- Nominierung für das Beste musikalische Gesamtkonzept – Film (Julianne Jordan, Julia Michels und Justin Timberlake)[46][47]

People’s Choice Awards 2017
- Nominierung als Beliebtester Song für den People’s Choice Award (Justin Timberlake für Can’t Stop the Feeling!)[48]

Satellite Awards 2016
- Nominierung als Bester Animationsfilm
- Nominierung als Bester Filmsong (Can’t Stop the Feeling!)[49]

Saturn Awards 2017
- Nominierung als Bester Animationsfilm[50]

Teen Choice Awards 2016
- Nominierung in der Kategorie Choice AnTEENcipated Movie
- Nominierung in der Kategorie Choice Party Song (Justin Timberlake für den Song Can’t Stop the Feeling!)
- Nominierung in der Kategorie Choice Song from a Movie or TV Show (Justin Timberlake für den Song Can’t Stop the Feeling!)
- Nominierung in der Kategorie Choice Summer Song (Justin Timberlake für den Song Can’t Stop the Feeling!)[51]

## Fortsetzungen
Eine Fortsetzung zum Film mit dem Titel Trolls World Tour sollte ursprünglich im April 2020 in die US-amerikanischen Kinos kommen. Wegen der aufgrund der COVID-19-Pandemie geschlossenen Kinos wurde der Film allerdings direkt über Video-on-Demand-Portale veröffentlicht. 2023 wurde eine zweite Fortsetzung, Trolls – Gemeinsam stark, veröffentlicht.